# Cacaulândia
Cacaulândia est une municipalité brésilienne située dans l'État du Rondônia.